# Какалостепекский миштекский язык
Какалостепекский миштекский язык (Cacaloxtepec Mixtec, Huajuapan Mixtec, Mixteco de Cacaloxtepec, Santiago Cacaloxtepec) — миштекский язык, на котором говорят в городе Сантьяго-Какалостепек штата Оахака в Мексике. Этот диалект находится под угрозой исчезновения, потому что на нём говорят в основном пожилые люди, где также говорят на испанском языке[прояснить].
Алфавит из издания 1966 года: A a, An an, B b, C c, Ch ch, Cu cu, D d, Nd nd, E e, En en, G g, H h, I i, In in, L l, M m, N n, Ñ ñ, O o, On on, P p, Q q, R r, Rr rr, S s, T t, U u, V v, X x, Y y.